# Justin Hawkins
Justin David Hawkins (17 de março de 1975) é um músico e compositor inglês, é conhecido por ser vocalista/guitarrista da banda The Darkness.

## Projetos
British Whale